# Aigüptosz
Aigüptosz görög mitológiai alak, Egyiptom királya, Bélosz és Ankhinoé fia. Felesége Argüphia volt.
Danaosz ikertestvére volt, akinek Líbia trónja, míg neki Arábia jutott. A két testvér viszonya nem volt felhőtlen, a többre vágyó Aigüptosz meghódította a „melampuszok” (fekete lábúak) országát is a Nílus völgyében, és az ország róla nyerte az Egyiptom nevet
Aigüptosznak ötven fia volt, és mivel testvérének, Danaosznak épp ötven lánya volt, úgy határozott, hogy a gyerekeket összeházasítja. Ez az elképzelés azonban nem találkozott Danaosz és lányai, a danaidák helyeslésével, ezért inkább Argoszba menekültek. A fiúk azonban itt is elérték őket, és erőszakkal kényszerítették ki az esküvőt. Danaosz látszólag engedni kényszerült, kisorsolták a párokat, ám ezután mindegyik lányának egy tőrt adott, hogy a nászéjszakájukon azzal öljék meg a férjeiket. A meggyilkoltak fejét levágták, és a Lerna vizébe dobták (ezért van a Lernának negyvenkilenc forrása). Egyetlen fiú, Lünkeusz (névváltozat: Lürkeusz) menekült meg, mert Hüpermnésztra, a számára kisorsolt feleség megsajnálta és megszerette. Az ifjú a szomszédos Lürkeiába menekült, Danaosz pedig bíróság elé állította engedetlen lányát, de Aphrodité istennő sikerrel védte meg. Így megmenekült ő is, és így lehetett később, Danaosz után, Lünkeusz Argosz királya. Aigüptosz belehalt a fiai elvesztése miatti bánatába.